# دیوار (وبگاه)
دیوار وبگاه و اپلیکیشن نیازمندی‌های اینترنتی و بستری برای خرید و فروش کالاهای نو، دست دوم و ارائهٔ خدمات در ایران است که در ۲۱ تیر ۱۳۹۱ راه‌اندازی شد. بنیان‌گذار دیوار با نام شرکت آگه‌پردازان هوشمند، حسام آرمندهی است و هم‌اکنون زیرمجموعهٔ شرکت توسعهٔ فناوری اطلاعات هزاردستان است.
آگهی نیازمندی‌های میلیون‌ها کاربر آن، با بهره‌گیری از اپلیکیشن‌های اندروید، آی‌اواس و همچنین وبگاه دیوار دریافت و پست می‌شوند. بر پایهٔ گزارش سالانهٔ دیوار، در سال ۱۴۰۰ نزدیک ۱۳۹٫۷ میلیون آگهی توسط ۲۱٫۸ میلیون کاربر منتشر شده و ۵۳٫۱ میلیون دستگاه منحصربه‌فرد وارد اپلیکیشن یا وبگاه دیوار شده‌اند.
امکان پست آگهی در دیوار، برای همهٔ استان‌های ایران و شهرهای بزرگ آن وجود دارد تا کالا یا خدمات خود را با جداسازی بر پایه منطقه و محله خود، در دیوار قرار دهند. در سال ۱۳۹۵ آگهی‌گذاری در ۴ شهر کابل، هرات، قندهار و مزار شریف افغانستان نیز ممکن شد. اگرچه امکان بهره‌گیری از دیوار هم‌اکنون محدود به ایران می‌شود. بنا به گزارش سالانهٔ دیوار، ۱۲۹/۵ میلیون آگهی توسط ۱۸/۹ میلیون کاربر در سال ۱۳۹۹ منتشر شده‌اند.

## پیشینه
حسام آرمندهی بنیان‌گذار کافه‌بازار در سال ۱۳۸۹ که برای ادامه تحصیل به سوئد رفته بود خرید و فروش از وبگاهی مشابه دیوار را در سوئد تجربه می‌کند. خود او یک دستگاه تبلت را از طریق آن پلتفرم معامله کرده بود؛ بنابراین جرقهٔ شکل‌گیری دیوار در آنجا در ذهن او شکل می‌گیرد. ایدهٔ راه‌اندازی دیوار ابتدا در بهار ۱۳۹۱ بین حسام آرمندهی و رضا محمدی شکل گرفت. آن‌ها به فکر یک اپلیکیشن با رابط کاربری ساده بودند که نیازهای انتشار و پیدا کردن آگهی‌های آنلاین را برطرف کند. چند ماه بعد ابتدا اپلیکیشن اندروید دیوار آماده شد. دیوار در ابتدا بیش از همه برای خرید و فروش کالای دست دوم مورد استفاده قرار می‌گرفت. تا اینکه به مرور دسته‌بندی خدمات هم اضافه شد. در پاییز همان سال، وبگاه دیوار با قابلیت محدود نمایش آگهی‌ها آغاز به کار کرد.

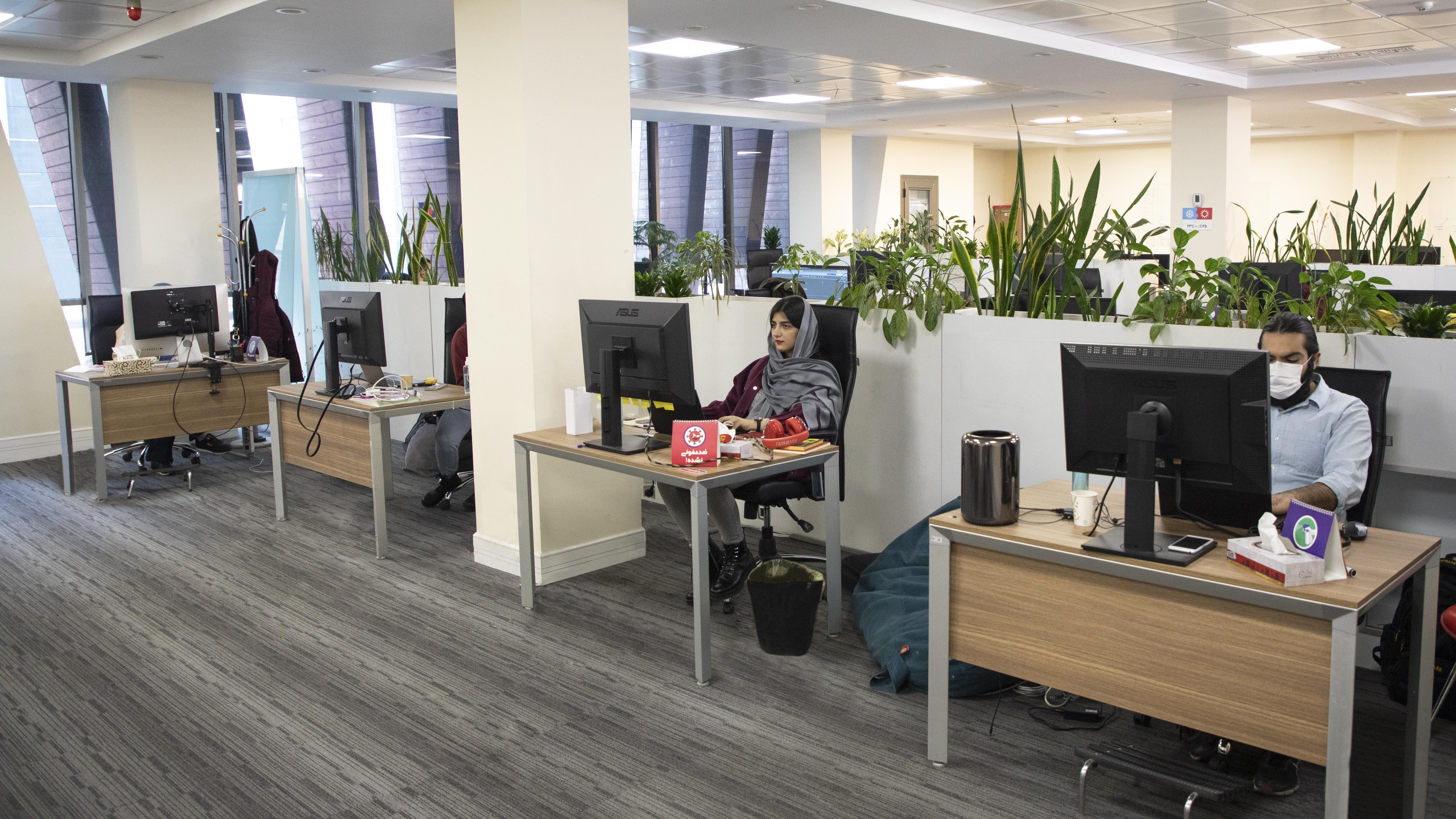
نمایی از دفتر مرکزی دیوار

از سال ۱۳۹۲ اپلیکیشن تجربهٔ کاربری اندروید بهینه‌تر شد و امکاناتی مانند فیلتر کردن به آن اضافه شد. همچنین کاربران امکان انتشار آگهی با استفاده از سرویس وبگاه را هم پیدا کردند. همزمان با افزایش کاربران دیوار، توسعهٔ فنی و زیرساخت آن نیز آغاز شد. دو سال پس از راه‌اندازی، دیوار، پلتفرم مهمی در انتشار و جست‌وجوی آگهی‌های برخط تبدیل شد. در آغاز سال ۱۳۹۳ رکورد انتشار ۴۰ هزار آگهی در روز شکسته شد. در میانهٔ آن سال، دیوار به رتبهٔ ۱۰۰ در فهرست الکسای برترین وبگاه‌های ایرانی رسید. در سال ۱۳۹۴ اپلیکیشن دیوار، بازنویسی کامل شد و ضمن بهبود تجربهٔ کاربری، سرویس چت درون‌برنامه‌ای نیز اضافه شد. در آن سال دیوار به رتبهٔ ۲۴ الکسا در میان برترین وبگاه‌های ایرانی رسید. در سال ۱۳۹۵ دیوار از عدد ۱۳۰ هزار آگهی در روز عبور کرد. همچنین شمار کارکنان آن در سال ۱۳۹۶ به بیشتر از ۱۰۰ نفر رسید. در همان سال، بیش از ۲۵ میلیون کاربر به‌صورت ماهانه و فعال از دیوار استفاده می‌کردند. در سال ۱۳۹۸ دیوار ۱۰۰ درصد سهام پلتفرم آی‌هوم را نیز خریداری کرد. در سال ۱۳۹۹ دیوار فروشگاه‌ها نیز به خدمات دیوار اضافه شدند. بنا به گزارش سالانهٔ دیوار در سال ۱۳۹۹ حدود ۱ میلیون آگهی توسط ۱۸/۹ میلیون کاربر درج شده‌است و اپلیکیشن آن در ۴۴ میلیون دستگاه نصب شده‌است.

## ویژگی‌ها و سرویس‌ها
در دیوار امکان گذاشتن آگهی فروش کالا یا ارائهٔ خدمات در دسته‌بندی‌های گوناگون مانند املاک، وسایل نقلیه، لوازم الکترونیکی و خانگی تا آگهی استخدام و سرگرمی وجود دارد. ثبت آگهی در نخستین سال‌ها، رایگان بوده‌است و هر کاربر پس از ثبت نام یا ورود با شمارهٔ تلفن همراه خود می‌تواند آگهی ایجاد کند. مشخصات هر آگهی متناسب با ویژگی‌های دسته‌بندی آن آگهی خواهد بود همچنین آگهی‌ها پس از تأیید بر روی پلتفرم نمایش داده می‌شوند.
از سال ۱۴۰۱، گذاشتن آگهی در دیوار از حالت رایگان خارج شد و پس از ثبت شماری آگهی با یک اکانت، کاربر مجبور به پرداخت می‌شد. این، باعث نقدهایی از سوی کاربران شد.
۸۹ درصد کاربران دیوار از اپلیکیشن اندروید و ۶ درصد کاربران از اپلیکیشن آی‌اواس بهره می‌برند. ۵ درصد کاربران نیز از وبگاه بوده‌اند.

### نردبان
نردبان قابلیتی در دیوار است که این امکان را به کاربران می‌دهد تا با پرداخت هزینه، آگهی‌های خود را متمایز کنند. این تمایز در قالب نمایش آگهی در صدر لیست آگهی‌های کلی و دسته مربوط در شهر یا نمایش برچسب فوری یا هر دو آن‌ها است.

### دیوارِ فروشگاه‌ها
از سال ۱۳۹۹ دیوار امکانات بیشتری نسبت به کاربران عادی برای کسب‌وکارهایی مثل آژانس و مشاوران املاک، نمایشگاه‌های خودرو و فروشگاه‌ها در قالب پنل‌های پیشرفته برای مدیریت آگهی و محصولات اضافه کرده‌است. با استفاده از این خدمات صاحبان مشاغل، با سرعت و امکانات بیشتری فرایند فروش کالا و خدمات خود را در صفحه‌های اختصاصی خود می‌توانند انجام دهند.

### کارنامه
کارنامه در پاییز ۱۳۹۸ به عنوان یک سرویس مکمل دیوار برای کمک به خرید و فروش خودرو به دیوار اضافه شد. کارنامه خدمات کارشناسی خودرو، تخمین قیمت و امور مربوط به مشاورهٔ خرید و فروش خودرو را به کاربران ارائه می‌دهد.

## حقوق جانداران و محیط زیست
در خرداد ۱۳۹۹ انجمن حفاظت پرندگان آوای بوم نامه‌ای را با امضای ۲۲۳ شخصیت حقوقی و حقیقی فعال در زمینه محیط زیست به وبگاه دیوار فرستاد که در آن از مدیران آن، خواسته شده بود به خرید و فروش غیرقانونی گونه‌های جانوری در وبگاه خود پایان دهند. پس از آن، دیوار هرگونه خرید و فروش جانداران غیرمجاز را ممنوع اعلام کرد. همچنین بر پایه اعلام دیوار، آگهی‌های منتشرشده برای خرید و فروش حیوانات غیرمجاز از روی این پلتفرم پاک می‌شوند و حساب کاربری کسانی که این آگهی‌ها را بگذارند، بسته می‌شود.

## رخدادهای قانونی
اشکان میرآرمندهی، مدیر وبگاه دیوار، به اتهام «فراهم آوردن موجبات فساد و فحشاء از طریق جذب زنان تن‌فروش» به سه ماه و یک روز حبس غیرقابل تبدیل محکوم شد. این امر در پی درج گزارش در خبرگزاری فارس وابسته به سپاه پاسداران بود که در گزارشش چنین نوشته بود:
کاربران سودجو در وبگاه دیوار با ارائه فروش یک کفش جلوباز و استفاده از عبارت‌های خاص در تبلیغ سعی می‌کنند تا خدمات خود (تن‌فروشی) را به‌صورت پنهان ارائه دهند.
حکم مدیر عامل دیوار در دادگاه تجدیدنظر تهران تأیید شد. این محکومیت با واکنش کاربران در شبکه‌های اجتماعی و همچنین برخی از مسئولان جمهوری اسلامی مواجه شد. مجتبی توانگر عضو کمیسیون اقتصادی مجلس یازدهم خواستار مدارا با کارآفرینان این حوزه شد. حسین اسلامی، رئیس هیئت مدیرهٔ سازمان نظام صنفی رایانه‌ای استان تهران در نامه‌ای به قوهٔ قضائیه خواستار توقف اجرای حکم شد و آن را یک شوک توصیف کرد. این موضوع توسط معاونت علمی و فناوری ریاست‌جمهوری و وزیر ارتباطات نیز پیگیری شد. پس از آن محسنی اژه‌ای رئیس قوهٔ قضائیه دستور بررسی دوبارهٔ این پرونده را داد. در بهمن ۱۴۰۱ مدیر وبگاه از این اتهام تبرئه شد.

## بخش املاک
ابوالفضل نوروزی، مدیرکل دفتر اقتصاد مسکن وزارت راه و شهرسازی ایران با اشاره به سوء‌استفاده برخی دلالان و سوداگران از سایت‌های شیپور، دیوار و سایر پلتفرم‌هایی که در زمینه انتشار آگاهی املاک فعالیت ‌می‌کنند، گفت:
شاهدیم این افراد بعضی ملک‌هایی که به هیچ عنوان وجود خارجی ندارد، در این سکوها آگهی کرده و به‌صورت گسترده و با هماهنگی یکدیگر به قیمت‌سازی می‌پردازند.
- ابوالفضل نوروزی، مدیرکل دفتر اقتصاد مسکن وزارت راه و شهرسازی
به گفته او طبق تاکید شورای عالی مسکن، «هر ملکی که بخواهد در سامانه‌ها و سکوهای انتشار آگهی ثبت شود، باید ابتدا احراز هویت مالک و کدپستی آن انجام شود؛ به‌عبارتی آن ملک باید در سامانه املاک و اسکان وجود خارجی داشته باشد».
مدیرکل دفتر اقتصاد مسکن وزارت راه و شهرسازی تاکید کرد: «اگر این سکوها تا هفته آینده نسبت به اجرایی کردن این بخش که وب‌سایت آن نیز ایجاد شده اقدام نکنند، قسمت املاک این سکوهای اینترنتی با مجوز نهادهای امنیتی مسدود خواهد شد.» 